# Castello di Ortona dei Marsi
Il castello di Ortona dei Marsi si trova ad Ortona dei Marsi (AQ), in una posizione dominante sulla valle del Giovenco, in Abruzzo. Di esso restano i ruderi della cinta muraria e la torre posta al centro del forte.

## Storia

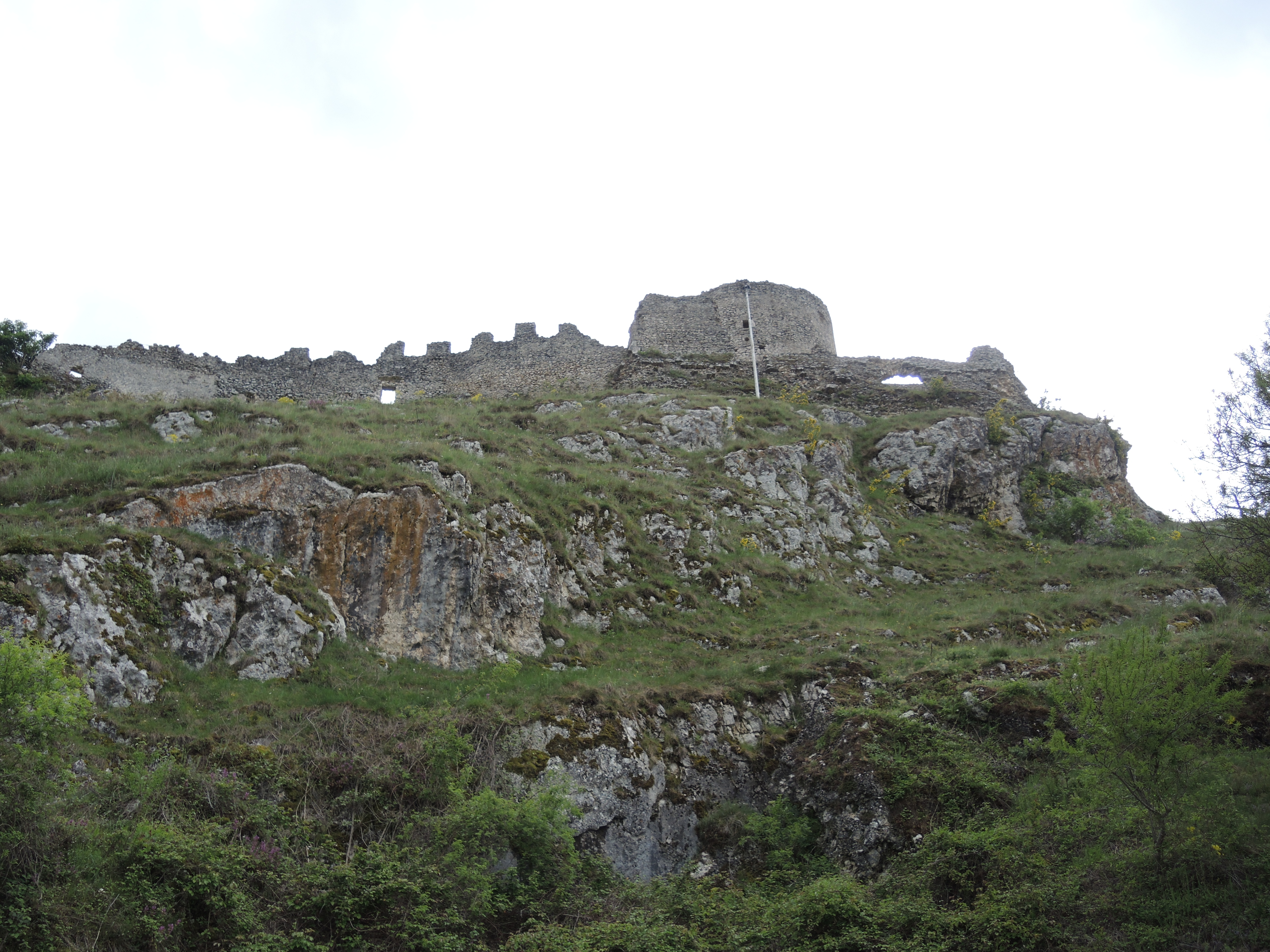
Vista del castello

Posta strategicamente su un valico che collega ad est l'altopiano del Fucino e la valle del Sagittario, Ortona dei Marsi ha origini antichissime che risalgono alla città italica di Milonia.
Le prime fonti storiche relative all'attuale paese risalgono al XII secolo e riferiscono dell'appartenenza del feudo ai conti di Celano. Successivamente il feudo passò ai Cantelmo nel XV secolo ed a Francescantonio Paolini nel 1666, per diventare della famiglia Massimi nel XVIII secolo.
Già in decadenza all'inizio del XX secolo non subì ulteriori gravi danni in seguito al terremoto della Marsica del 1915. La struttura originaria del castello è allo stato di rudere con solo la torre in buono stato di conservazione.

## Architettura
Posto a controllo del paese e della valle del Giovenco, del castello rimangono i ruderi della cinta muraria ed una torre posta al centro del forte.
La torre, di forma cilindrica con basamento a scarpa, venne aggiunta al castello nel XVI secolo per permettere il controllo dell'abitato da parte dei feudatari contro eventuali rivolte popolari.
L'accesso alla torre avviene tramite un ingresso sopraelevato da terra posto a nord; sul lato opposto si trova un'apertura con una feritoia.